# Anett Pötzschová
Anett Pötzschová (později Wittová, později Rauschenbachová, * 3. září 1960, Karl-Marx-Stadt (dnes Chemnitz, česky Saská Kamenice)) je bývalá německá krasobruslařka. Reprezentovala Německou demokratickou republiku. V jejím dresu vyhrála ženský individuální závod na olympijských hrách v Lake Placid roku 1980. Stala se první Němkou, které se to povedlo. Krom toho je dvojnásobnou mistryní světa (1978, 1980) a čtyřnásobnou mistryní Evropy, přičemž tyto tituly získala v řadě (1977–1980).
Krátce po svém olympijském triumfu, roku 1981, ukončila závodní kariéru, částečně kvůli problémům s kolenem, a také proto, že dosáhla všech svých cílů. Poté pracovala jako krasobruslařská rozhodčí. Byla sice této pozice zbavena, čímž byla potrestána za vystoupení v profesionální šou, nicméně v roce 1994 jí byl trest zrušen a pracovala znovu jako rozhodčí. Mezitím se věnovala trénování, později se stala také technickou specialistkou Mezinárodní bruslařské federace. Jejím prvním manželem byl bratr jiné úspěšné východoněmecké krasobruslařky Katariny Wittové. Jejich dcera Claudia se stala rovněž krasobruslařkou, soutěžila v tanečních párech.